# アンヘル・ガリード
アンヘル・ガリード・ガルシア（スペイン語: Ángel Garrido García、1964年4月7日 - ）は、スペイン・マドリード出身の政治家。1991年から2019年までは国民党 (PP) に所属し、2019年からシウダダノス (C's) に所属している。2015年から2019年4月まで、また2019年6月からマドリード州議会議員を務めている。2018年から2019年までマドリード州首相を務めた。

## 経歴

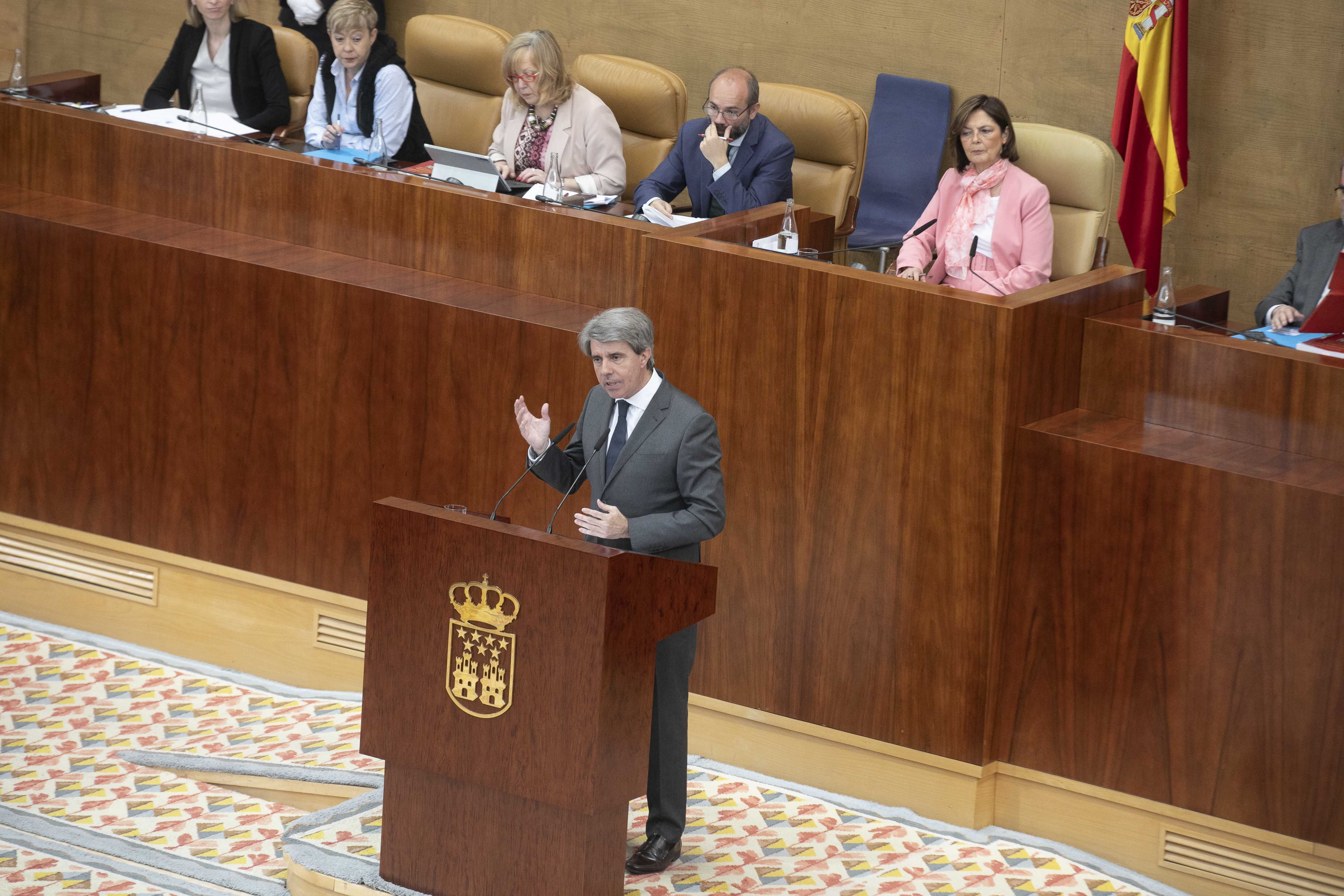
マドリード州議会で演説するガリード

1964年4月7日にマドリードに生まれ、プエンテ・デ・バリェカス区にあるオプス・デイ系列のタハマール学院で学んだ後、マドリード工科大学の鉱山工学高等工科学校を卒業した。大学卒業後には物流の分野で働いた。1995年6月23日にはマドリード州ピント市議会議員に就任し、1999年7月4日までピント市議会議員を務めた。1999年7月4日にはマドリード市議会議員に就任し、2015年6月13日までマドリード市議会議員を務めた。

### マドリード州議会議員
2015年には国民党の立候補者名簿2位でマドリード州議会議員選挙に出馬し、6月9日にマドリード州議会議員に就任した。2016年2月にエスペランサ・アギーレが選挙対策委員長を辞任すると、ガリードが後任の委員長に就任した。

### マドリード州首相
2017年3月の地方議会議員選挙に勝利したのち、クリスティーナ・シフエンテスが委員長を務める国民党マドリード州支部の自治実行委員に選出された。2018年4月25日にはシフエンテスが過去の万引きの発覚によりマドリード州首相の辞任を発表し、ガリードが後任のマドリード州首相に就任した。

### マドリード州首相退任後
2019年4月には国民党を離党してシウダダノス(C's)に入党した。同年5月26日にはマドリード州議会選挙が行われ、ガリードはシウダダノスから出馬して州議会議員に当選した。同年8月、国民党のイサベル・ディアス・アジュソがガリードの後任の州首相に就任した。